# ポヴェリアーノ・ヴェロネーゼ
ポヴェリアーノ・ヴェロネーゼ（伊: Povegliano Veronese）は、イタリア共和国ヴェネト州ヴェローナ県にある、人口約7,400人の基礎自治体（コムーネ）。

## 地理

### 位置・広がり

#### 隣接コムーネ
隣接するコムーネは以下の通り。
- モッツェカーネ
- ノガローレ・ロッカ
- ヴィガージオ
- ヴィッラフランカ・ディ・ヴェローナ

### 気候分類・地震分類
気候分類では、zona E, 2492 GGに分類される。
また、イタリアの地震リスク階級 (it) では、zona 3 (sismicità bassa) に分類される。

## 姉妹都市
- オッケンハイム（英語版）、ドイツ
- La Concepción、エクアドル